# Berkheya rigida
Berkheya rigida là một loài thực vật có hoa trong họ Cúc. Loài này được (Thunb.) "Bolus & Wolley-Dod ex Ewart, Jean White & B.Rees" mô tả khoa học đầu tiên năm 1909.